# Christian Stumpf
Christian Stumpf  (* 24. Dezember 1966 in Linz), genannt Der Büffel, ist ein ehemaliger österreichischer Fußballspieler, der später als -trainer tätig wurde.

## Karriere
Schon früh begann der spätere Nationalspieler Christian Stumpf mit dem Fußballsport, kam mit vier Jahren zu seinem Heimatverein Union Edelweiß Linz, wo er auch seine gesamte Jugend verbrachte. 1985 wechselte der Stürmer zu SK VOEST Linz, wo er ab 1988 als Profi spielte. 1995 hatte Christian Stumpf seinen bis dahin größten Karriereschritt gemacht zu SK Rapid Wien, dort spielte er bis 1998. Mit den Hütteldorfern wurde er Meister und glänzte als Sturmpartner Carsten Janckers im Europapokal.
Berühmt wurden seine Treffer gegen Sporting Lissabon, Dynamo Moskau und Feyenoord Rotterdam auf dem Weg ins Europapokalfinale 1996 in Brüssel, wo sich die Rapidler allerdings Paris Saint-Germain geschlagen geben mussten. Auch im Nationalteam kam der „Büffel“ in dieser Zeit zu zwei Einsätzen und schoss gegen Nordirland ein Tor.
Nach einigen Jahren als Co-Trainer bei LASK betreute Christian Stumpf von 2009 bis 2018 die Mannschaft von Union Edelweiß Linz, welche zuletzt unter seiner Leitung in der viertklassigen oberösterreichischen OÖ-Liga spielte.

## Erfolge
- 1 × Finale Europapokal der Pokalsieger: 1996
- 1 × Teilnahme Champions League: 1997
- 1 × Österreichischer Meister: 1996 (Rapid)
- 2 × Österreichischer Vizemeister: 1997, 1998 (Rapid)
- 2 × Österreichischer Cupfinalist: 1994 (FC Linz), 1999 (LASK)
- 2 × Torschützenkönig der Ersten Liga (II): 1994, 2002